# Francis Milman (1er baronnet)
Sir Francis Milman, 1er baronnet (31 août 1746 - 24 juin 1821) est un médecin anglais.

## Biographie
Il est le fils de Francis Milman, recteur d'East Ogwell, dans le Devon, et fait ses études à Collège d'Exeter à Oxford, où il obtient un BA en 1764, une MA en 1767, un MB en 1770 et un MD en 1776. En 1765, il obtient une bourse universitaire et en 1771, une bourse de voyage Radcliffe.
Il est nommé médecin à l'hôpital Middlesex (1777-1779) et membre du College of Physicians de Londres en 1778. Il ouvre un cabinet à Londres et, en 1785, est nommé médecin extraordinaire de la Maison du roi, devenant un médecin ordinaire du roi en 1806.
Au Collège des médecins, il livre les conférences Gulstonian sur le scorbut en 1780, est cinq fois censeur entre 1779 et 1799, donne les conférences Croonian en 1781, et le discours Harveian en 1782. Il est élu président en 1811 et 1812, mais démissionne en 1813. En 1800, il est créé baronnet.
Il meurt à Pinner Grove, dans le Middlesex, en 1821, et est enterré dans l’église de Saint-Luc à Chelsea. Il épouse Frances, la fille de William Hart de Stapleton, Gloucestershire. Son fils aîné, William George, lui succède comme baronnet et il est père de Robert Milman, évêque de Calcutta. Son fils cadet, Henry Hart Milman (en), devient Doyen de Saint-Paul.